# 허길
허길(1928년 7월 10일~2016년 3월 18일)은 대한민국의 정치인이다. 제5대 국회의원을 지냈다.

## 학력
- 성동고등학교 졸업
- 메이지 대학 정치경제학 학사
- 메이지 대학 대학원 국제정치학 석사

## 경력
- 한국행정학회 이사
- 동양그룹 이사, 사장
- 제5대 국회의원

## 역대 선거 결과
|  | 16.38% |

|  | 20.00% |

|  | 0% |

|  | 9.44% |